# Кемпиньский, Роберт
Роберт Кемпиньский (пол. Robert Kempiński; род. 11 июля 1977, Гданьск) — польский шахматист, гроссмейстер (1996). 
Чемпион Польши (1997 и 2001). В составе национальной сборной участник 6-и Олимпиад (1996—2006) и 5-и командных чемпионатов Европы (1997—2005).

## Изменения рейтинга
| Графики недоступны из-за технических проблем. См. информацию на Фабрикаторе и на mediawiki.org. |